# Liste der Kellergassen in Gaubitsch
Die Liste der Kellergassen in Gaubitsch führt die Kellergassen in der niederösterreichischen Gemeinde Gaubitsch an.
| Foto |                 | Kellergasse                 | Standort                     | Beschreibung |
| ---- | --------------- | --------------------------- | ---------------------------- | --- |
| BW   | Datei hochladen | Sandgstettten               | KG: Altenmarkt Standort      | Die einseitige Einzelkellergasse liegt an einer Geländekante östlich außerhalb der Ortschaft. Auf 100 Metern Länge befinden sich 15 großteils giebelständige Keller. |
| BW   | Datei hochladen | Schintagrube                | KG: Altenmarkt Standort      | Die überwiegend einseitige Einzelkellergasse liegt in Graben bzw. Muldenlage am südöstlichen Ortsrand. Auf 300 Metern Länge befinden sich 36 Keller. |
| BW   | Datei hochladen |                             | KG: Altenmarkt Standort      | An einer Geländekante östlich außerhalb der Ortschaft befinden sich vier Keller. |
| BW   | Datei hochladen |                             | KG: Gaubitsch Standort       | Die einseitige Einzelkellergasse liegt an einer Geländekante an der nördlichen Ortsausfahrt. Auf 100 Metern Länge befinden sich 13 Keller, mehrheitlich giebelständig. |
| ja   | Datei hochladen | Bergzeile (ugs. „Berizäun“) | KG: Gaubitsch Standort       | Das Kellergassensystem befindet sich im östlichen Hintaus und besteht aus zwei am Hang hintereinander liegenden jeweils einseitigen Kellergassenreihen. Auf insgesamt 700 Metern Länge befinden sich 69 Keller, mehrheitlich giebelständig.                                                                         |
| BW   | Datei hochladen | Hintaus                     | KG: Kleinbaumgarten Standort | Die einseitige Einzelkellergasse befindet sich an einer Geländekante im Hintaus. Schmidbaur fand hier um 1990 auf 100 Metern Länge noch zehn Keller in Schildmauerform vor, die allesamt erneuerungsbedürftig waren. Allerdings sind die Keller großteils nur von den Gärten der zugehörigen Häuser aus erreichbar. |

| Foto:                    | Fotografie der Kellergasse (Gesamtheit). Klicken des Fotos erzeugt eine vergrößerte Ansicht. Daneben finden sich zwei Symbole: \| Weitere Bilder vorhanden \| Das Symbol bedeutet, dass weitere Fotos des Objekts verfügbar sind. Durch Klicken des Symbols werden sie angezeigt. \| \| Eigenes Foto hochladen \| Durch Klicken des Symbols können weitere Fotos des Objekts in das Medienarchiv Wikimedia Commons hochgeladen werden. \| |
| Name:                    | Bezeichnung der Kellergasse |
| Standort:                | Es ist die Katastralgemeinde (KG) angegeben. Durch Aufruf des Links Standort wird die Lage der Kellergasse in verschiedenen Kartenprojekten angezeigt. |
| Beschreibung             | Kurze Beschreibung der Kellergasse |
| Weitere Bilder vorhanden | Das Symbol bedeutet, dass weitere Fotos des Objekts verfügbar sind. Durch Klicken des Symbols werden sie angezeigt. |
| Eigenes Foto hochladen   | Durch Klicken des Symbols können weitere Fotos des Objekts in das Medienarchiv Wikimedia Commons hochgeladen werden. |